# Hurula
Hurula, egentligen Hans Robert Hurula, ursprungligen Hurula Pettersson, född 8 november 1979 i Luleå, är en svensk artist, låtskrivare och konstnär.

## Karriär

### Tidig karriär och avslutade sidoprojekt
Hurula var tidigare gitarrist, låtskrivare och sångare i banden Masshysteri  och The Vicious, samt medlem i Regulations och The Dead Ones. 2012 startade han punkkonstellationen Cross.  De släppte sin debutsingel 2014. 
Hurula har även medverkat som musiker i ett antal projekt (bland annat Passagerarnas Rockorkester , Magnus Ekelund & Stålet , Invasionen , The Lost Patrol Band och Stefan & The Problematix).

### Solokarriär
Hurula solodebuterade 2014 med albumet "Vi är människorna våra föräldrar varnade oss för" på Universal Music AB. Den producerades av Måns Lundberg (Håkan Hellström) , och fick genomgående bra recensioner av kritikerna.  Singlarna ”Sluta deppa mig” och ”22” gick omedelbart in på P3s spellista.  Hurula framförde ”Stockholm brinner” och titelspåret från den uppföljande EP:n ”Betongbarn” i Musikhjälpen i december samma år.
2015 öppnade Hurula för Thåström på Botaniska Trädgården
Promoe gjorde ett samarbete med Hurula på ”Fult folk”  som släpptes 19 februari 2016. Till låten utgavs även en musikvideo.
Uppföljaren "Vapen till dom hopplösa" släpptes 2016. Den producerades av Björn Olsson och hyllades av en enig kritikerkår.
På P3 Guld-galan 2017 framförde Hurula "Ny drog" och "Det ba blev så" tillsammans med hiphopartisten Erik Lundin. Det blev ett av galans mest uppmärksammade nummer.
Hurula framförde "Skuggorna kommer" av Cortex i SVT-programmet Ebbots ark sommaren 2017.   Låten är skriven av den numer avlidne punklegenden Freddie Wadling.
Sommaren 2017 ingick Hurula i turnépaketet Let’s Spend The Night Togheter (i stil med Rocktåget och Kalasturnén), tillsammans med Veronica Maggio och Weeping Willows.
Den 12 januari 2018 släpptes ”Varje ensam natt”, och blev därmed första spår ut från EP:n ”Oss är allt”.

### Konstnärskap
Under Musikhjälpen 2014 auktionerade Hurula ut en tavla målad i sitt eget blod  för att stödja kampen ”Hjälp oss stoppa spridningen av HIV”. 2018 började han publicera sina konstverk  i sociala medier.
 Han har även gjort sig känd för att handtrycka screentryck av egna albumomslag och t-shirts i väldigt små numrerade utgåvor. 

### Sommarpratare 2023
Den 21 juli 2023 sommarpratade han i Sommar i P1 där han lågmält hintade om sin barndoms demoner. De fanns i hemmet såväl som på skolgården. Friheten och lättnaden kom med musiken och konsten. Flickan han mötte i ung ålder, flickan som senare skulle bli hans fru, har storligen, som det verkar, bidragit till insikterna om bland annat medberoende. Lättnaden i att byta stad och ha egen familj släppte på fördämningen med de sköna konsterna.

## Utmärkelser
2014 utsåg tidningen Gaffas läsare ”Vi är människorna våra föräldrar varnade oss för” till ”Årets rock”. Dessutom toppade albumet listan ”Årets album 2016" i samma tidning. 
Inför Grammisgalan 2015 nominerades Hurula i kategorierna "Årets nykomling" och "Årets rock".
Vid P3 Guld-galan 2015 nominerades han i kategorierna "Guldmicken" och "Årets Pop" för albumet "Vi är människorna våra föräldrar varnade oss för".
2016 nominerades han till en grammis i kategorin ”Årets rock” för sitt album ”Vapen till dom hopplösa”.
"Vapen till dom hopplösa" hamnade topp 10 på listan över årets album 2016 i tidningen Gaffa.
Grammis-vinnare av "Årets Rock" 2019 med albumet "Oss är allt"
Grammis-vinnare av "Årets Rock" 2020 med albumet "Klass"
Grammis-vinnare av "Årets Rock" 2021 med albumet "Jehova"

## Diskografi

### Studioalbum
- 2014 – Vi är människorna våra föräldrar varnade oss för
- 2016 – Vapen till dom hopplösa
- 2019 – Klass
- 2020 – Jehova
- 2022 – Ingen är kär i år och andra sånger
- 2025 – Existens

### Livealbum
- 2021 – På en grusbelagd parkeringsplats

### EP
- 2014 – Betongbarn
- 2018 – Oss är allt

### Singlar
- 2014 – Sluta deppa mig
- 2014 – 22
- 2016 – Ont som jag
- 2016 – Sand
- 2016 – Ny drog
- 2018 – Varje ensam natt
- 2018 – Du ville aldrig till himmelen
- 2018 – Självmedicinering
- 2019 – Järnvägsbron
- 2020 – Änglar